# Cardonnette
Cardonnette település Franciaországban, Somme megyében. Lakosainak száma 514 fő (2022. január 1.). Cardonnette Allonville, Coisy, Poulainville, Rainneville és Saint-Gratien községekkel határos.

## Népesség
A település népességének változása:
| Lakosok száma | 465  | 490  | 509  | 518  | 522  | 538  | 530  | 522  | 514  |
|               | 2013 | 2015 | 2016 | 2017 | 2018 | 2019 | 2020 | 2021 | 2022 |